# José Úbeda Correal
José Úbeda Correal (Zaragoza, 1857-Madrid, 1918) fue un farmacéutico y doctor higienista español. Tuvo diversos cargos públicos al ser profesor ayudante en la Facultad de Farmacia de la Universidad Central. Ingresó en el ejército en el año 1887, llegando a erigirse en figura relevante dentro del Cuerpo de Sanidad de Farmacia. En el año 1914 fue elegido individuo de número de la Real Academia Nacional de Medicina. Publicó varios libros de la naturaleza de las aguas en Madrid, siendo uno de los más famosos un Manual de análisis y purificación de las aguas potables. 

## Biografía
Participó en numerosos congresos y perteneció a distintas sociedades científicas españolas. Ocupó el cargo de secretario general de la Real Sociedad Económica Matritense. Resaltó la importancia de la higiene en la legislación laboral y la Sociedad Española de Higiene acabó premiando su trabajo relativo a la reglamentación higiénica de las industrias. Realizó varios viajes por países Europa en diversas ocasiones siempre con la misión de estudiar y asimilar los avances que en sanidad militar se ejecutaban en los países. Adquirió notable experiencia en el análisis químico de distintos productos: explosivos, medicamentos, alimentos, etc.